# Mariehemsängarna
Mariehemsängarna est un espace vert, situé dans la ville suédoise d’Umeå, entre Mariehemsvägen et Stadsliden. Cette zone est caractérisée par de grandes pelouses. Une petite rivière traverse le parc avec quelques étangs où les cygnes et les canards restent pendant l'été. On y trouve aussi le MSK Arena, le stade du club de football Mariehem SK.
Depuis 1974 le Brännbollsyran, un festival annuel avec des spectacles de musique et avec la "Coupe de Brännboll" (un jeu Suédois de batte-et-ball, semblable au baseball) est organisé dans le parc.
"Le Umeå Disc Golf Club" dispose dans le parc d'un parcours de disc golf avec 18 trous. Le terrain de golf est géré par la communauté et est libre d'utilisation par le public. Le parcours a été créé en 1980 avec 9 trous, mais au fil du temps, il a augmenté jusqu’à 18 trous.

## Notes et références

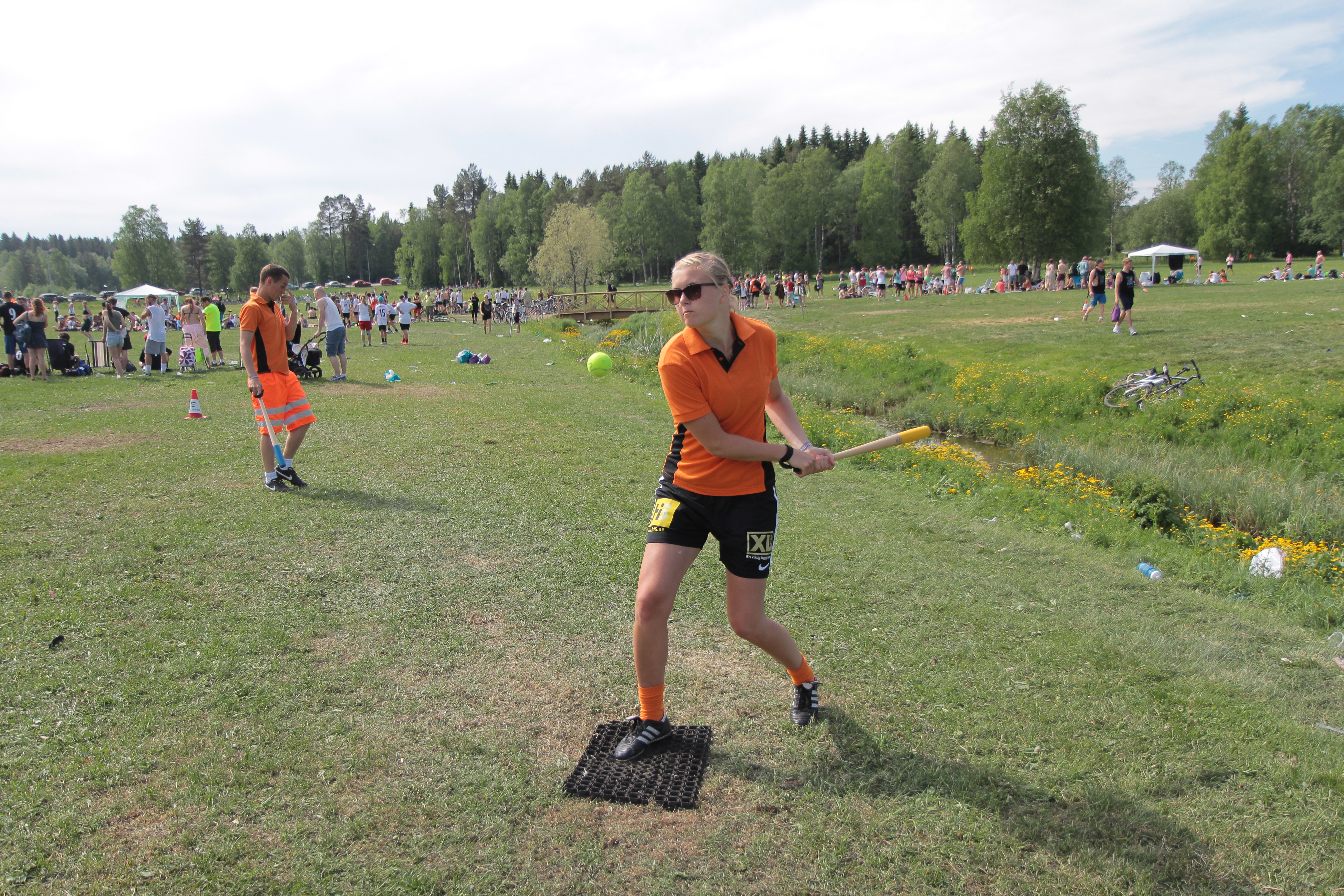
Brännbollsyran en Umeå, 2013